# Fernand Feyaerts
Fernand Feyaerts (* 25. Januar 1882 in Sint-Joost-ten-Node; † 11. Juli 1927 in Brüssel) war ein belgischer Schwimmer und Wasserballspieler.
Feyaerts nahm an den Olympischen Spielen 1900 und 1908 teil und gewann mit dem belgischen Team jeweils die Silbermedaille im Wasserball.